# Madonna del Tovagliolo
La Madonna del Tovagliolo (in spagnolo Virgen de la Servilleta) è un dipinto di Bartolomé Esteban Murillo, raffigurante la Vergine Maria con Gesù Bambino. 
Venne realizzato nel 1666 nella Chiesa dei Cappuccini a Siviglia (Spagna) e misura 67 x 72 cm. È una delle rappresentazioni più popolari della Madonna ed è esposta nel Museo di belle arti di Siviglia.

## Storia
L'opera fece parte della pala d'altare della già citata Chiesa dei frati Cappuccini per oltre 150 anni. Nella guerra d'indipendenza stava per essere requisita dal maresciallo francese Nicolas Jean-de-Dieu Soult, grande ammiratore del Murillo, ma i religiosi, conoscendo il valore del lavoro, riuscirono a spostarlo insieme ad altri dipinti nel 1810 a Gibilterra, dove rimase al sicuro dalle devastazioni dell'esercito francese fino alla fine della guerra nel 1814.
Nel 1836, in occasione della confisca dei beni ecclesiastici decretata dal governo guidato da Mendizábal, l'opera divenne proprietà dello Stato, venendo spostata presso il Museo di recente formazione di Belle Artes.

## La leggenda
Il nome che designa Maria Vergine deriva da una leggenda, narrata per la prima volta nell'anno 1833 in Dictionary of Spanish Painting scritto da O'Neill. Esistono due versioni di essa.
Secondo la prima, i frati Cappuccini, si accorsero che mancava un tovagliolo dai propri articoli per la casa, ma pochi giorni dopo venne restituito loro da Murillo in persona insieme al disegno della Vergine. 
Nella seconda versione, un frate del convento chiese a Murillo una rappresentazione della Vergine col Bambino, in modo da poter pregare in privato nella sua cella. Murillo accettò, ma richiese una tela per la pittura. Tuttavia il monaco mancava di risorse finanziarie e porse all'artista un tovagliolo, sul quale Murillo realizzò l'opera.

## Descrizione e stile
La scena è incentrata su Gesù Bambino, che quasi sembra uscire dalla tela, mentre lo sguardo della Vergine trasmette allo spettatore tenerezza e intimità.
Si è voluta intravedere in questa immagine l'influenza di molti artisti ammirati dal Murillo. I colori vividi e la delicatezza delle forme richiamano la pittura di Rafaello, mentre l'atmosfera quasi impercettibile denota la conoscenza delle opere di Velázquez e Rubens.